# Petr Boháček
Petr Boháček je český výzkumný pracovník, zaměřující se na politické dění v USA a oblast kosmické politiky. Působí jako analytik v Asociaci pro mezinárodní otázky (AMO).

## Život a činnost
Bakalářský titul v oboru politologie a mezinárodních studií získal na americké St. Norbert College, na Fakultě sociálních věd (FSV UK) pražské Univerzity Karlovy absolvoval magisterský obor bezpečnostní studia. Absolvoval studijní pobyty v Německu, Portugalsku a Argentině.
V minulosti pracoval ve veřejném i soukromém sektoru jako analytik pro region amerických států, posléze se stal analytikem různých think tanků – Asociace pro mezinárodní otázky (v rámci zdejšího Výzkumného centra, se zaměřením na transatlantické vztahy, politiku Spojených států a kosmické aktivity) a Ústavu mezinárodních vztahů (jako přidružený výzkumný pracovník ve zdejším Centru governance nových technologií). Dále působil i jako výzkumný pracovník FSV UK (oblast globální kosmické politiky se zaměřením na planetární obranu, těžbu ve vesmíru či kosmické využití laserů). Je doktorandem sociologie na Filozofické fakultě UK.
Je zakladatelem analytického portálu Evropský bezpečnostní žurnál. Pravidelně spolupracuje či spolupracoval s řadou tuzemských médií: Českou televizí, Českým rozhlasem, deníkem E15, A2larmem či serverem Voxpot.